# Pterolophia conradti
Pterolophia conradti là một loài bọ cánh cứng trong họ Cerambycidae.